# Roofwantsen
De roofwantsen (Reduviidae) zijn een familie van insecten uit de orde van de halfvleugeligen Hemiptera. Er zijn wereldwijd ongeveer 7000 soorten.

## Kenmerken
Roofwantsen verschillen, al naargelang de soort, qua grootte, vorm en kleur. Een grote roofwants die in Nederland voorkomt, de maskerwants (Reduvius personatus) bereikt een lichaamslengte van maximaal 19 millimeter. Andere soorten, zoals die van het geslacht Empicornis, bereiken slechts 3,5 tot 5 mm. In tropische en subtropische gebieden daarentegen leven roofwantsen van enkele centimeters. Verschillende soorten zijn licht gebouwd, sommige lijken sterk op muggen, zoals de muggenwants (Empicoris vagabundus). Andere soorten zijn robuust en krachtig, zoals die van het geslacht Rhynocoris. Er zijn slanke tot zeer langgerekte, bijna staafvormige soorten met lange benen, bijvoorbeeld de soorten van de geslachten Metapterus en Panstrongylus. Veel soorten hebben onopvallende kleuren, andere hebben juist waarschuwingskleuren. Bij sommige soorten zijn de vleugels niet goed ontwikkeld, terwijl vleugels van andere roofwantsen goed zijn ontwikkeld, waardoor ze goede vliegeigenschappen hebben. Roofwantsen hebben een smalle, kleine kop met grote ogen en met twee ocelli. Verder zijn ze te herkennen aan de korte drieledige, sterke en nagenoeg halfcirkelvormige naar beneden gebogen steeksnuit (rostrum). Behalve dat zij het rostrum voor het uitzuigen van hun prooien gebruiken kunnen ze er ook mee striduleren door met de top van het rostrum in een geribde groeve aan de buikzijde van het borststuk te wrijven.

## Leefwijze
Roofwantsen zijn carnivoor. Vaak maken ze actief jacht op hun prooi, voornamelijk allerlei soorten insecten, of ze wachten de prooi op, op bijvoorbeeld bloemen. Veel soorten roofwantsen worden dan ook ingezet in de land- en tuinbouw als alternatief voor chemische bestrijdingsmiddelen (biologische bestrijding). Sommige soorten kunnen, als ze worden lastiggevallen, even pijnlijk steken. Roofwantsen hebben zich gevestigd in allerlei leefgebieden, bij voorkeur warme. Ze leven op de grond, op bloemen, in struiken en bomen maar ook in stedelijke gebieden, in huizen, schuren en zolders. Specialisatie van deze predatoren in een bepaalde groep prooien (insecten) is wetenschappelijk nog niet vastgesteld. De poten van een roofwants zijn vaak lang, en vaak zijn de voorpoten stevig genoeg ontwikkeld om een prooi te kunnen vasthouden. Enkele soorten van de onderfamilie Triatominae zuigen bloed van zoogdieren, vogels, soms ook mensen. Een bloed zuigende Midden-Amerikaanse soort roofwants, Rhodnius prolixus, kan bij mensen de ziekte van Chagas overdragen. Deze roofwants laat parasieten, genaamd Trypanosoma cruzi, achter in zeer kleine uitwerpselen dicht bij de plaats van de beet. Door het krabben op de plaats van de beet kunnen sommige trypomastigoten de gastheer binnengaan.

## Verspreiding en leefgebied
Deze familie komt wereldwijd voor in warme gebieden, zowel op de grond (in de strooisellaag), als op planten.

## Taxonomie
Van de familie roofwantsen komen in Europa acht onderfamilies en 114 soorten voor. De Phymatinae worden soms beschouwd als een aparte familie, de Phymatidae.
Onderfamilies en de soorten, die in Nederland voorkomen.
- Onderfamilie Emesinae Amyot en Serville, 1843
  - Empicoris baerensprungi
  - Empicoris culiciformis – Breedgeringde muggenwants
  - Empicoris rubromaculatus
  - Empicoris vagabundus – Muggenwants
- Onderfamilie Harpactorinae Amyot en Serville, 1843
  - Coranus subapterus – Kortvleugelige roofwants
  - Coranus woodroffei – Valse kortvleugelige roofwants
  - Rhynocoris annulatus – Geringde roofwants
- Onderfamilie Peiratinae Amyot en Serville, 1843
- Onderfamilie Phymatinae Laporte 1832
  - Phymata crassipes
- Onderfamilie Reduviinae Latreille, 1807
  - Reduvius personatus – Maskerwants
- Onderfamilie Saicinae Stal, 1859
- Onderfamilie Stenopodainae Amyot en Serville, 1843
  - Pygolampis bidentata
- Onderfamilie Triatominae Jeannel 1919

## Andere 'roofwantsen'

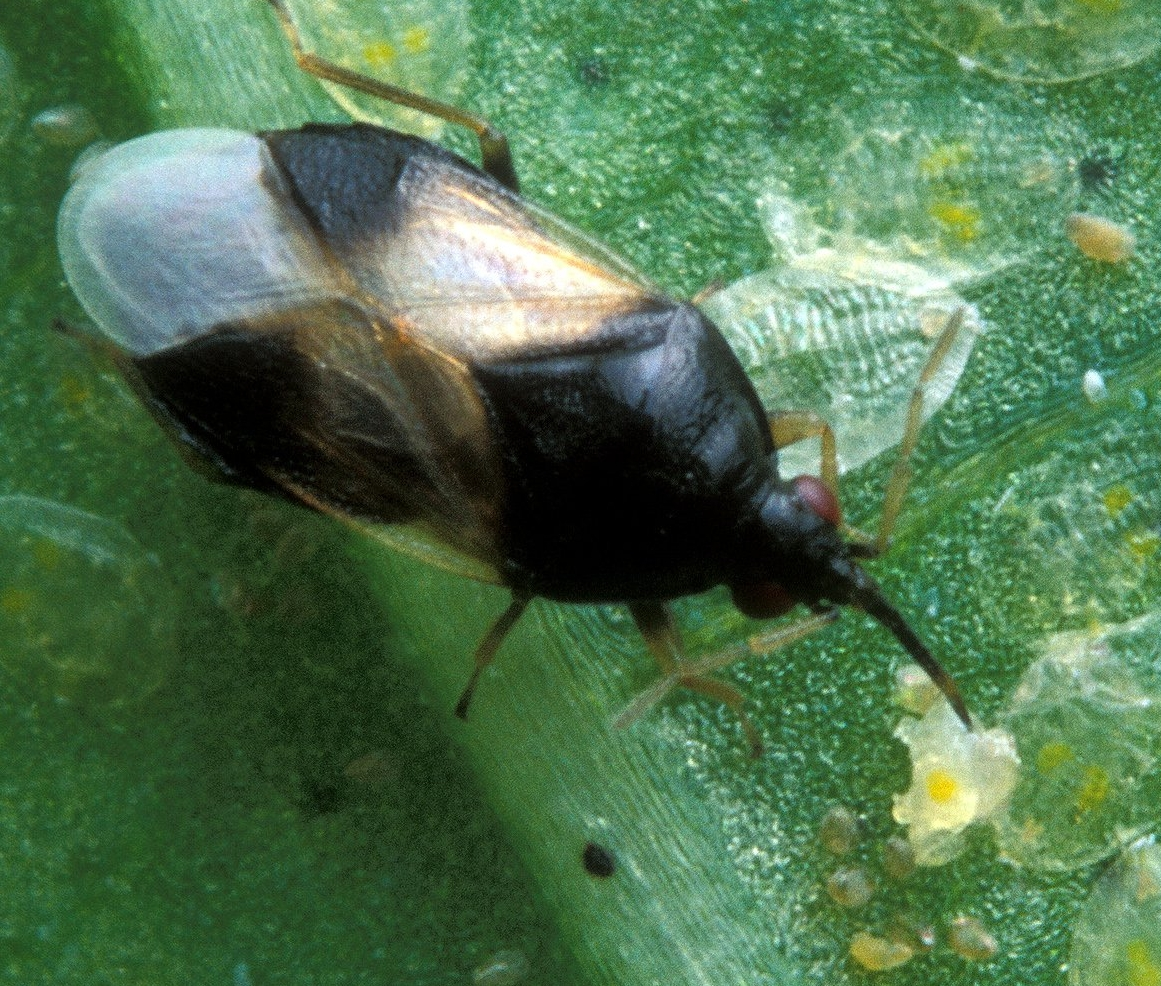
Orius insidiosus zuigt nimfen van de wittevlieg uit. Voorbeeld van een wants, die informeel weliswaar eveneens 'roofwants' wordt genoemd, maar niet tot de familie van de roofwantsen maar tot de familie van de bloemenwantsen (Anthocoridae) behoort.

Strikt gezien wordt met 'roofwants' uitsluitend de familie Reduviidae aangeduid. In informele zin wordt de term ook wel gebruikt om andere families uit de onderorde van de wantsen (Heteroptera) mee aan te duiden, omdat deze nauw verwante insecten eveneens blijk geven van grote roofzucht.
'Informele roofwantsen' zijn bijvoorbeeld te vinden in de familie van de schildwantsen (Pentatomidae), bij de familie van de  blindwantsen (Miridae) en bij veel soorten wantsen, die op of in het water leven. Verder zijn bijvoorbeeld alle soorten wantsen uit de familie van de bloemwantsen (Anthocoridae) en uit de familie van de sikkelwantsen (Nabidae) roofzuchtig. De sikkelwantsen kunnen extra verwarring opleveren, omdat ze ook nog op de Reduviidae lijken. Ze hebben echter een veel dunnere en langere steeksnuit (rostrum).
Zie verder het artikel 'wantsen' voor de taxonomie van de gehele onderorde Heteroptera.